# Enypia eddyi
Enypia eddyi là một loài bướm đêm trong họ Geometridae.